# 디더링
디더링(Dithering)은 제한된 색을 이용하여 음영이나 색을 나타내는 것이며, 여러 컬러의 색을 최대한 맞추는 과정이다. 그래픽 디자이너의 색채공간 속에서 하나의 세기가 아닌 다른 픽셀 세기로 구성되기 때문에 낟알이 많은 것처럼 다소 거칠게 보일 수 있다.

## 예

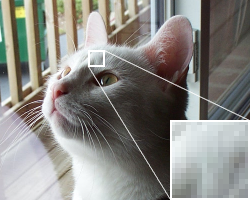
원본 사진
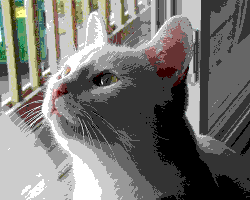
디더링을 하지 않은 사진
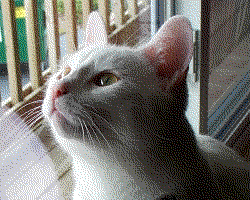
216색만으로 플로이드-스타인버그 디더링을 한 사진
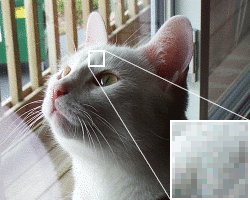
최적화된 팔레트를 이용하여 플로이드-스타인버그 디더링을 한 사진
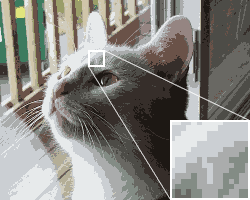
최적 팔레트의 16색만 사용하고 디더링을 하지 않은 사진
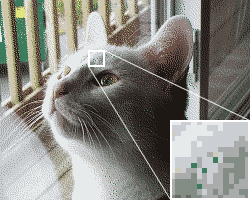
16색 최적 팔레트 색상을 이용하여 디더링한 사진

## 같이 보기
- 지터